# Tom Hollander
Tom Hollander, nome artístico de Thomas Anthony Hollander (Bristol, 25 de agosto de 1967). Na infância, participou no National Youth Theatre e, mais tarde, envolveu-se em produções teatrais como membro do grupo Footlights e como presidente da Marlowe Society na Universidade de Cambridge. Terminados os estudos, Tom ganhou notoriedade com papéis no teatro e no ecrã e, ao longo da carreira, venceu um prémio BAFTA de TV na categoria de Melhor Ator Secundário pelo seu papel em The Night Manager, para além de nomeações para os prémios da Screen Actors Guild (por Gosford Park e Bohemian Rhapsody), Tony e Olivier (pela peça Transvesties).
Alguns dos papéis mais conhecidos de Tom Hollander incluem: Mr. Collins em Pride and Prejudice (2005), Lord Cutler Beckett em Pirates of the Caribbean e Quentin em The White Lotus (2022). Teve ainda papéis em filmes como Gosford Park (2001), Elizabeth: The Golden Age (2007), Valkyrie (2008), In the Loop (2009), Hanna (2011), About Time (2013), The Invisible Woman (2013), Mission Impossible - Rogue Nation (2015) e Bohemian Rhapsody. Trabalha frequentemente com Sam Mendes, que é seu amigo de infância.
Na televisão, é conhecido como protagonista da sitcom da BBC, Rev. (2010-2014), que também escreveu e venceu o BAFTA de Melhor Sitcom em 2011. Interpretou ainda o papel do rei Jorge V na minissérie The Lost Prince (2001) e o rei Jorge III na minissérie da HBO, John Adams (2003).

## Primeiros anos
Tom Hollander nasceu em Bristol e foi criado em Oxford, onde os seus pais eram professores. O seu pai descende de judeus checos que se converteram ao catolicismo e a sua mãe descende de ingleses. Ele frequentou a Dragon School e depois a Abrigdon School, onde foi  o principal corista.
Na adolescência, Tom foi membro do National Youth Theatre e do National Youth Music Theatre (na altura conhecido como Children's Music Theatre). Em 1981, com 14 anos de idade, foi escolhido para o papel principal na dramatização da BBC do romance de Leon Garfield, John Diamond.
Tom estudou Inglês na Selwyn College  da Universidade de Cambridge onde se envolveu em produções teatrais como membro do grupo humorístico Footlights e presidente da Marlowe Society. O seu colega de universidade e amigo, Sam Mendes, encenou muitas das peças em que Tom Hollander participou, incluindo uma produção bastante elogiada pela crítica de Cyrano de Bergerac (onde também participou o futuro Vice Primeiro-Ministro inglês, Nick Clegg). Quando terminou a universidade, Hollander não conseguiu entrar em nenhuma escola de representação, pelo que começou a trabalhar em produções teatrais.

## Carreira

### Cinema e televisão
Tom Hollander faz parte do elenco das produções Absolutely Fabulous, Martha, Meet Frank, Daniel and Laurence, Wives and Daughters, Harry, Cambridge Spies (pelo qual recebeu o Grande Prémio FIPA D'OR de Melhor Ator), Gosford Park, The Lost Prince e Pride & Prejudice (pelo qual recebeu o Comedy Award nos Evening Standard Film Awards , e o prémio de Melhor Ator Secundário nos London Critics Circle). Ele já trabalhou várias vezes com Michael Gambon e com Bill Nighy e é um grande amigo de James Purefoy. Apesar de ser bastante respeitado como um ator de várias personagens e de ter recebido vários prémios, em muitos dos seus filmes a sua altura (1,65 metros) é alvo de chacota. Tom Hollander criou várias personagens cómicas memoráveis, para além de já ter interpretado três réis ingleses: Jorge III, na minissérie John Adams, Jorge V na minissérie The Lost Prince e Eduardo VIII na minissérie Any Human Heart.
Hollander fez o papel de Lord Cutler Beckett, um dos vilões no segundo e terceiro filmes do franchising Piratas das Caraíbas. Também participou na minissérie The Company da TNT, no papel de Harold Adrian Russell Philby. Em 2008 uma pequena participação memorável como Jorge III na minissérie John Adams da HBO e acabou o ano no papel de Coronel Hainz Brandt em Valkyrie.
Em 2009, Tom Hollander fez o papel de um violoncelista em The Soloist de Joe Wright, marcando a segunda vez que trabalhou com o realizador que já o tinha escolhido para o papel de Mr. Collins na versão cinematográfica de 2005 de Pride and Prejudice. Ele voltou a trabalhar com Joe Wright no papel do vilão extravagante de Hanna. O ator foi um dos protagonistas do filme In the Loop, onde fez o papel de um Secretário de Estado que diz a coisa errada no momento errado. Mais tarde, fez uma participação especial na série The Thick of It, na qual se baseou o filme.
Em 2010, Hollander e o argumentista James Wood criaram a série Rev., uma comédia sobre um reverendo demasiado humano e uma paróquia citadina. Os críticos disseram que a série é inteligente, realista e muito engraçada. Hollander faz o papel da personagem principal, o simpático Reverendo Adam Smallbone. A série recebeu o BAFTA de Melhor Sitcom e teve três temporadas.
Tom recebeu elogios pelo seu papel de químico "embriagado e querido, ameaçador e cativante", o Dr. George Cholmondeley, que apareceu em cinco episódios da série da BBC e da FX de 2017, Taboo. Um crítico descreveu o seu desempenho como "uma de mestre sobre como criar dimensão e personalidade, mesmo com pouco tempo no ecrã".
Em 2018, Tom interpretou o papel de Jim Beach, o segundo agente da banda Queen no filme biográfico, Bohemian Rhapsody. Ainda em 2018, Tom interpretou o papel de Tabaqui, uma hiena no filme Mowgli: Legend of the Jungle de Andy Serkis.
Depois de já ter interpretado três reis ao longo da sua carreira, Tom Hollander interpretou esse mesmo número deles no filme The King's Man. Tom interpretou os três primos monarcas Jorge V, o kaiser Guilherme II e o czar Nicolau II.
Em 2022, fez parte do elenco da segunda temporada de The White Lotus da HBO, no papel de Quentin.

### Teatro
Tom venceu o Ian Charleston Award de 1992 pelo seu desempenho como Witwoud em The Way of the World no Lyric Hammersmith Theatre. Ele tinha sido nomeado no ano anterior pelo papel de Celia numa produção totalmente masculina da peça As You Like It de William Shakespeare apresentada pela companhia de teatro Cheek By Jowl e voltou a ser nomeado em 1997 pelo papel de Khlestakov em The Government Inspector, apesentada no Almeida Theatre. Recebeu ainda uma menção especial em 1996 pelo seu desempenho na peça Tartuffe no Almeida Theatre.
Em 2010, Tom regressou ao teatro com a comédia de Georges Feydeau, A Flea in Her Ear no Old Vic. O ator interpretou dois papéis, o do mestre e do empregado e o seu desempenho foi descrito como "prodigioso". Entre setembro e novembro de 2016, ele protagonizou a "soberba" peça Travesties de Tom Stoppard na Menier Chocolare Factory. A peça foi depois transferida para o Apollo Theatre em fevereiro de 2017 e foi nomeada para cinco prémios Olivier incluindo o de Melhor Ator para Tom Hollander. Posteriormente, a peça foi apresentada na Broadway em Nova Iorque e valeu a Tom a sua primeira nomeação para os prémios Tony em 2018.
Em 2022, Tom Hollander regressou ao Almeida Theatre no papel principal de Boris Berezovsky na peça Patriots de Peter Morgan sobre os últimos anos de vida deste oligarca russo.

### Dobragens e narração
Algumas das dobragens mais conhecidas de Tom Hollander incluem o papel de Charles Darwin no filme de animação Extinct (2021), Alfred na série animada Harley Quinn (2020) e de Mole em The Boy, the Mole, the Fox and the Horse.
Tom já emprestou a sua voz a várias personagens nas estações de rádio da BBC, incluindo Mosca, na produção de 2004, Volpone, na Radio 3, Frank Churchill em Emma de Jane Austen e Mr. Gently Benevolent na paródia de Charles Dickens, Bleak Expectations na Radio 4. Ele fez a voz de Joseph Merrick em Elephant Man; uma cabeça sem corpo chamada Enzio num conto urbano gótico cómico e de Leon Themerin, o inventor russo conhecido por ter inventado o instrumento eletrónico teremim. Interpretou ainda o papel de Patrick Moore na peça radiofónica da BBC, Far Side of the Moore, sobre este astrónomo e o seu programa de TV, Sky at Night. Em maio de 2016, interpretou o papel de Geoff Cathcart na peça radiofónica em quatro partes, School Drama, que foi considerada a melhor dessa semana pelo The Guardian.
Tom também narra frequentemente livros áudio de autores como J. K. Rowling e John le Carré.

## Vida pessoal
Tom Hollander é um ciclista e gosta de correr e já contribuiu com estas atividades para várias causas humanitárias, tendo corrido para angariar fundos para a Childline Crisis Hotline em 2006 e em 2007 para o Teenage Cancer Trust. Ele apoia há vários anos a Helen & Douglas House Hospice for Children and Adults em Oxford e apoia várias instituições de caridade através de aparições públicas e leituras durante o ano.
Ele é benfeitor dos British Independent Film Awards e participou no evento 24 Hour Plays New Voices no Old Vic Theatre que apoia jovens escritores. Tom Hollander vive em Notting Hill, Londres.

## Filmografia

### Cinema
| Ano  | Título                                     | Papel                                | Notas               |
| ---- | ------------------------------------------ | ------------------------------------ | ------------------- |
| 1993 | Sylvia Hates Sam                           | Friend                               | Curta-metragem      |
| 1996 | Some Mother's Son                          | Farnsworth                           |                     |
| 1996 | True Blue                                  | Sam Peterson                         |                     |
| 1998 | Absolutely Fabulous: Absolutely Not!       | Paolo Ferruzzi                       | Lançamento em vídeo |
| 1998 | Martha, Meet Frank, Daniel and Laurence    | Daniel                               |                     |
| 1998 | Bedrooms and Hallways                      | Darren                               |                     |
| 1999 | The Clandestine Marriage                   | Sir John Ogelby                      |                     |
| 2000 | The Announcement                           | Ben                                  |                     |
| 2000 | Maybe Baby                                 | Ewan Proclaimer                      |                     |
| 2001 | Enigma                                     | Logie                                |                     |
| 2001 | Lawless Heart                              | Nick                                 |                     |
| 2001 | Gosford Park                               | Anthony Meredith                     |                     |
| 2002 | Possession                                 | Euan                                 |                     |
| 2004 | Piccadilly Jim                             | Willie Partridge                     |                     |
| 2004 | Stage Beauty                               | Sir Peter Lely                       |                     |
| 2004 | Paparazzi                                  | Leonard Clarke                       |                     |
| 2004 | The Libertine                              | Etherege                             |                     |
| 2005 | Pride & Prejudice                          | Mr. Collins                          |                     |
| 2006 | The Darwin Awards                          | Henry                                |                     |
| 2006 | Land of the Blind                          | Maximilian II                        |                     |
| 2006 | Pirates of the Caribbean: Dead Man's Chest | Cutler Beckett                       |                     |
| 2006 | A Good Year                                | Charlie Willis                       |                     |
| 2006 | Rabbit Fever                               | Tod Best                             |                     |
| 2007 | Pirates of the Caribbean: At World's End   | Cutler Beckett                       |                     |
| 2007 | Elizabeth: The Golden Age                  | Sir Amyas Paulet                     |                     |
| 2008 | Valkyrie                                   | Colonel Heinz Brandt                 |                     |
| 2009 | In the Loop                                | Simon Foster                         |                     |
| 2009 | The Soloist                                | Graham Claydon                       |                     |
| 2010 | Away We Stay                               | David                                | Curta-metragem      |
| 2011 | Hanna                                      | Isaacs                               |                     |
| 2011 | The Voorman Problem                        | Voorman                              | Curta-metragem      |
| 2012 | Whole Lotta Sole                           | James Butler                         | Papel não creditado |
| 2012 | A Liar's Autobiography                     | Recording Engineer                   | Voz                 |
| 2012 | Mother’s Milk                              | Narrador (voz)                       |                     |
| 2012 | Byzantium                                  | Teacher                              | Papel não creditado |
| 2013 | About Time                                 | Harry                                |                     |
| 2013 | The Invisible Woman                        | Wilkie Collins                       |                     |
| 2014 | Muppets Most Wanted                        | Irish Journalist                     |                     |
| 2014 | The Riot Club                              | Jeremy Villiers                      |                     |
| 2015 | Mission: Impossible – Rogue Nation         | Prime Minister of the United Kingdom |                     |
| 2016 | The Promise                                | Garin                                |                     |
| 2016 | Revolution: New Art for a New World        | Kazimir Malevich                     | Voz; documentário   |
| 2017 | Holy Lands                                 | Moshe                                |                     |
| 2017 | Tulip Fever                                | Dr. Sorgh                            |                     |
| 2017 | Breathe                                    | Bloggs and David Blacker             |                     |
| 2018 | A Private War                              | Sean Ryan                            |                     |
| 2018 | Bohemian Rhapsody                          | Jim Beach                            |                     |
| 2018 | Bird Box                                   | Gary                                 |                     |
| 2018 | Mowgli: Legend of the Jungle               | Tabaqui                              |                     |
| 2021 | Extinct                                    | Charles Darwin                       | Voz                 |
| 2021 | The King's Man                             | Jorge V / Guilherme II / Nicolau II  |                     |
| 2022 | The Boy, The Mole, The Fox And The Horse   | The Mole                             | Voz, curta-metragem |

### Televisão
| Ano            | Título                                       | Papel                     | Notas                                                                               |
| -------------- | -------------------------------------------- | ------------------------- | ----------------------------------------------------------------------------------- |
| 1981           | John Diamond                                 | William Jones             | Telefilme                                                                           |
| 1993–1995      | Harry                                        | Jonathan                  | 19 episódios                                                                        |
| 1994           | Milner                                       | Ben Milner                | Telefilme                                                                           |
| 1995           | The Bill                                     | O'Leary                   | Episódio: "Getaway"                                                                 |
| 1996           | Absolutely Fabulous                          | Paolo Ferruzzi            | 2 episódios                                                                         |
| 1997           | Gobble                                       | Pipsqueak                 | Telefilme                                                                           |
| 1999           | Wives and Daughters                          | Osborne Hamley            | Minissérie (4 episódios)                                                            |
| 2001           | The Life and Adventures of Nicholas Nickleby | Mr. Mantalini             | Telefilme                                                                           |
| 2003           | The Lost Prince                              | Jorge V                   | Telefilme                                                                           |
| 2003           | Cambridge Spies                              | Guy Burgess               | Minissérie (4 episódios)                                                            |
| 2004           | The Hotel in Amsterdam                       | Laurie                    | Telefilme                                                                           |
| 2004           | London                                       | T. S. Eliot               | Telefilme                                                                           |
| 2005           | Bridezillas                                  | Narrador                  | Episódio: "Korliss and Noelle"                                                      |
| 2006–2021      | American Dad!                                | Várias personagens        | Voz; 11 episódios                                                                   |
| 2007           | The Company                                  | Adrian Philby             | Minissérie (6 episódios)                                                            |
| 2007–2008      | Freezing                                     | Leon                      | 3 episódios                                                                         |
| 2008           | John Adams                                   | Rei Jorge III             | Episódio: "Reunion"                                                                 |
| 2008           | Headcases                                    | David Cameron             | Várias vozes; 2 episódios                                                           |
| 2008           | The Meant to Be's                            |                           | Telefilme                                                                           |
| 2009           | Desperate Romantics                          | John Ruskin               | 6 episódios                                                                         |
| 2009           | Gracie!                                      | Monty Banks               | Telefilme                                                                           |
| 2009           | The Thick of It                              | Cal Richards              | Episódio #3.8                                                                       |
| 2009           | Legally Mad                                  | Steven Pearle             | episódio piloto não encomendado                                                     |
| 2010           | Any Human Heart                              | Eduardo, Duque de Windsor | 3 episódios                                                                         |
| 2010–2014      | Rev.                                         | The Rev. Adam Smallbone   | 3 temporadas, 19 episódios; também foi o criador, argumentista e produtor executivo |
| 2011           | Aqua Teen Hunger Force                       | Chuck (voz)               | Episódio: "Vampirus"                                                                |
| 2012 2018–2021 | Family Guy                                   | Várias persinagens        | Voz; 4 episódios                                                                    |
| 2013           | Ambassadors                                  | Prince Mark               | 2 episódios                                                                         |
| 2014           | A Poet in New York                           | Dylan Thomas              | Telefilme                                                                           |
| 2016           | The Night Manager                            | Lance "Corky" Corkoran    | Minissérie (6 episódios)                                                            |
| 2016           | Doctor Thorne                                | Doctor Thorne             | 3 episódios                                                                         |
| 2017           | Taboo                                        | Dr. George Cholmondeley   | 5 episódios                                                                         |
| 2018           | CBeebies Bedtime Story                       | Nico. Rebel               | 1 episódio                                                                          |
| 2019           | Baptiste                                     | Edward Stratton           | 6 episódios                                                                         |
| 2020–presente  | Harley Quinn                                 | Alfred Pennyworth         | Voz; 7 episódios                                                                    |
| 2020–presente  | Us                                           | Douglas Petersen          | 4 episódios                                                                         |
| 2020–presente  | Robot Chicken                                | Percival, Professor X     | Voz; 1 Episódio                                                                     |
| 2021           | A Tale Dark & Grimm                          | Moon                      | Voz; 3 episódios                                                                    |
| 2022           | The Ipcress File                             | Major Dalby               | 6 episódios                                                                         |
| 2022           | The White Lotus: Sicily                      | Quentin                   | Papel principal (segunda temporada)                                                 |
| 2022           | The Boy, the Mole, the Fox and the Horse     | The Mole                  | Voz; telefilme                                                                      |
| 2024           | Feud: Capote Vs. The Swans                   | Truman Capote             | Papel principal                                                                     |

### Teatro
| Ano     | Título                   | Papel            | Teatro                              |
| ------- | ------------------------ | ---------------- | ----------------------------------- |
| 1994-95 | The Threepenny Opera     | Macheath         | Donmar Warehouse, West End          |
| 1997    | The Government Inspector | Performer        | Almeida Theatre, West End           |
| 1998    | The Judas Kiss           | Bosie            | Almeida Theatre, West End           |
| 2018    | Travesties               | Henry Carr       | American Airlines Theatre, Broadway |
| 2022-23 | Patriots                 | Boris Berezovsky | Almeida Theatre, West End           |

### Livros áudio
| Ano  | Título                                   | Autor             |
| ---- | ---------------------------------------- | ----------------- |
| 2006 | In the Company of the Courtesan          | Sarah Dunant      |
| 2009 | The Lieutenant                           | Kate Grenville    |
| 2009 | Cityboy: Beer and Loathing in the Square | Geraint Anderson  |
| 2010 | A Clockwork Orange                       | Anthony Burgess   |
| 2012 | The Casual Vacancy                       | J. K. Rowling     |
| 2012 | Conrad: The Chrestomanci Series          | Diana Wynne Jones |
| 2016 | Agatha Christie: Twelve Radio Mysteries  | Agatha Christie   |
| 2017 | A Legacy of Spies                        | John le Carré     |